# Goniozus
Goniozus is een geslacht van vliesvleugelige insecten van de familie platkopwespen (Bethylidae).

## Soorten
- G. claripennis (Foerster, 1851)
- G. disjunctus (Kieffer, 1926)
- G. gallicola (Kieffer, 1905)
- G. gestroi (Kieffer, 1904)
- G. maurus Marshall, 1905
- G. mobilis Foerster, 1860
- G. plugarui Nagy, 1976
- G. punctatus Kieffer, 1914
- G. tibialis Vollenhoven, 1878